# Вулиця Довженка (Ужгород)
Вулиця Довженка — вулиця у центральній частині Ужгорода, розташована паралельно до набережної Незалежності. До вулиці прилягає сквер Героїв Майдану. 

## Історія
Вулиця Довженка називалася Млинною (тому що поруч був млин), потім – Пивоварною (позаяк там збудували пивоварню), а ще пізніше – Самовольського.

## Будівлі
Забудова вулиці — будинки чехословацького періоду, які є зразками високого рівня архітектурної майстерності. Родзинкою є комора та винний льох (1781 року) (вул. Довженка/вул. Ференца Ракоці).